# Lucy Anderson (politica)
Lucy Anderson (Silchester, 2 giugno 1965) è una politica britannica del Partito Laburista.

## Biografia
Avvocato di professione, è entrata a far parte del Partito Laburista. Ha lavorato presso la sede del sindacato Trades Union Congress come consulente legale e anche come dirigente del sindacato National Union of Teachers. Nel 2002-2006 è stata consigliera del London Borough of Camden.
Nelle elezioni del 2014 è stata eletta deputata al Parlamento europeo per la VIII legislatura a nome del suo partito nel collegio elettorale di Londra. Nel PE, si è unita alla gruppo dell'Alleanza Progressista dei Socialisti e dei Democratici.
Anderson ha sostenuto Jeremy Corbyn durante le elezioni del 2015 per la leadership del partito.